# Arvid Reuterskiöld (politiker)
Arvid Adam Nathanaël Reuterskiöld, född 5 november 1866 i Ekebyborna församling, Östergötlands län, död 27 juni 1915 i Ramlösa, Malmöhus län (folkbokförd i Hällefors församling, Örebro län), var en svensk bruksägare och riksdagsman. Han tillhörde adliga ätten Reuterskiöld.

## Biografi
Reuterskiöld föddes 1866 på Ulvåsa i Ekebyborna församling. Han var son till kammarherren Adam Reuterskiöld och Charlotta Elisabet Posse.
Reuterskiöld avlade mogenhetsexamen 1884. Han var lantbrukselev i Södermanlands län 1884–1885 och elev vid Ultuna lantbruksinstitut 1885–1887. Reuterskiöld var förvaltare vid Rånäs bruk, Stockholms län, 1893–1898 och disponent vid Gimo bruks aktiebolag i Uppsala län 1898–1904. Han var ledamot av andra kammaren 1903–1905, invald i en av Uppsala läns valkretsar. I riksdagen skrev han tre egna motioner om nedsättning av priset på apoteksvaror, vattenavledning vid järnvägsbyggande och borttagandet av tull på superfosfat. 
Reuterskiöld invaldes som ledamot av Lantbruksakademien 1904.

### Familj
Reuterskiöld gifte sig 8 november 1893 med Gunilla Fredrika Wachtmeister af Johannishus (1872–1963), dotter av kaptenen Fredrik Wachtmeister af Johannishus och friherrinnan Vilhelmina Ulrika Magdalena Bennet.